# Космические чистильщики
«Космические чистильщики» (кор. 승리호) — южнокорейский фильм в жанре научной фантастики, первый корейский космический блокбастер. Премьера состоялась 5 февраля 2021 года на Netflix. Главные роли в картине сыграли Сон Чжун Ки, Ким Тэ Ри, Джин Сон Гю. Фильм был высоко оценён критиками и номинирован на ряд премий.

## Сюжет
Действие фильма происходит в будущем, в 2092 году. Земля уже необитаема, но многие люди живут на орбите планеты. Команда космического мусороуборочного корабля «Победа» однажды находит с виду безобидного человекоподобного робота-ребёнка, который, как выясняется, является оружием массового поражения. Теперь они должны решить судьбу находки.

## В ролях
- Сон Чжун Ки — Ким Тэ Хо
- Ким Тэ Ри — Чан Хюнсу
- Джин Сон Гю[англ.] — Пак Кюнсу
- Ю Хэ Джин[англ.] — Робот (голос)
- Ричард Армитидж — Джеймс Салливан
- Пак Е-рин — Дороти / Конним

## Создание и оценки
Работа над фильмом началась в 2018 году. Режиссёром и сценаристом стал Чо Сон-хи, главную роль получил Сон Чжун Ки. Съёмки проходили в июле — ноябре 2019 года. 19 января 2021 года появился трейлер фильма. Премьера, дважды откладывавшаяся из-за пандемии коронавируса, состоялась 5 февраля 2021 года на Netflix.
На сайте-агрегаторе отзывов Rotten Tomatoes «Космические чистильщики» получили рейтинг 69 % и среднюю оценку 6,7 из 10. Рецензенты с этого ресурса констатировали, что фильм «не так авантюрен, как его герои-звездоплаватели, но интересные персонажи и впечатляющие спецэффекты не дают ему сойти с орбиты». На сайте Metacritic картина получила 64 балла из 100, что указывает на «в целом положительные отзывы». Заки Хасан из IGN написал в своей рецензии, что фильм «представляет собой смесь разных знакомых научно-фантастических сюжетов, собраны с достаточной живостью и страстью». По мнению Дэйса Джонстона из Inverse, «Космические чистильщики» «доказывают, что ставка Netflix на международную аудиторию приносит плоды». Гавия Бейкер-Уайтлоу из Daily Dot сравнила фильм с «Ковбоем Бибопом» и «Стражами Галактики», увидев в нём разнообразие характеров и интересный сюжет.
«Космические чистильщики» были номинированы на ряд премий, в числе которых «Голубой дракон», «Хьюго» и «Небьюла».